# Kler
Kler es una película de drama polaca de 2018 coescrita y dirigida por Wojciech Smarzowski. La película está protagonizada por Arkadiusz Jakubik, Robert Więckiewicz y Jacek Braciak como tres sacerdotes unidos por un acontecimiento que casi les quita la vida.

## Sinopsis
Tres sacerdotes se reúnen en la misma fecha de un hecho pasado que podría haberles quitado la vida.

## Reparto
- Arkadiusz Jakubik como el sacerdote Andrzej Kukula
- Robert Więckiewicz como el sacerdote Tadeusz Trybus
- Jacek Braciak como el sacerdote Leszek Lisowski
- Joanna Kulig como Hanka Tomala
- Janusz Gajos como el arzobispo Mordowicz
- Adrian Zaremba como Vicario Jan
- Magdalena Celówna-Janikowska como Natalia
- Antoni Barłowski como Czekaj
- Jacek Beler como el sacerdote Petarda
- Stanisław Brejdygant como sacerdote Teodor
- Bartosz Bielenia como Toady
- Katarzyna Herman como Zakrzewska

## Controversia
En Polonia, Kler, que explora temas polémicos como el abuso infantil, la corrupción y elalcoholismo en la Iglesia católica en Polonia, fue "muy controvertido" tras su lanzamiento y fue duramente criticado por varios grupos nacionalistas y de derecha de la sociedad polaca, incluido el gobierno polaco que actualmente está dirigido por el partido conservador y proclerical Ley y Justicia.

## Secuela
Está prevista una secuela, con un presupuesto de 20 millones de euros, y una coproducción italiana con una posible trama sobre el Vaticano.